# San Cipriano (Roncade)
San Cipriano (San Siràn [saŋ siˈɾaŋ] in veneto) è una frazione del comune di Roncade, in provincia di Treviso.

## Geografia fisica
San Cipriano è situata a sud del capoluogo comunale dal cui centro dista circa 2,5 km (in realtà, l'espansione urbana ha reso contigui i due paesi, tant'è che lo stesso ISTAT li considera un unico centro abitato). A sud sorge inoltre Musestre, ad est Ca' Tron, mentre ad ovest si estende il comune di Silea.
L'abitato è attraversato dal fiume Musestre che scorre in direzione nord-sud, e dallo scolo Pentia, suo affluente di destra.

## Storia
Il toponimo (spesso scritto alla maniera veneta, Sancivran) compare per la prima volta nel 1138, quando il Patriarca di Aquileia concedeva al monastero di San Cipriano di Murano i territori della zona. In precedenza, la località era nota come Musestre di Sopra, dipendendo dalla vicina borgata.
La decadenza di Vallio dovuta alle continue inondazioni, favorì San Cipriano la cui chiesa, nel 1432, assumeva il titolo di pieve sottraendola a quella dei vicini.

## Monumenti e luoghi d'interesse
Immerso nella campagna tra Musestre e San Cipriano si trova un sito di rara bellezza dove ha trascorso i suoi ultimi quarant'anni l' "eremita" Ernesto Girotto, alla cronaca Un uomo senza desideri. Abitò nei quattro ettari della sua proprietà, privo di ogni mezzo tecnologico moderno, vivendo dei soli prodotti della terra e in totale solitudine, non permettendo a nessuno, nemmeno ai famigliari, di varcare i confini dei suoi terreni. Morì nel 2003, in quanto l'eccezionale siccità di quell'anno aveva reso scarso il raccolto, sua unica fonte di nutrimento.
Il luogo e la straordinaria eredità è stata oggetto ed ispirazione per le riprese del film documentario Terra Madre diretto dal regista Ermanno Olmi e presentato al Festival del Cinema di Berlino 2009 tra le proiezioni speciali.
Ora sottoposto a tutela, la località è stata visitata da Carlo Petrini che ha annunciato di volerne fare un presidio di Slow Food.